# Alaria esculenta
Аларія їстівна (Alaria esculenta, крилаті водорості) — вид роду Аларія (Alaria).

## Будова
Досягає 2 метрів довжини. Слані мають стрічкоподібну форму з вираженими прожилками, що з'єднані хвилястими мембранами до 7 см з кожного боку. Слані не розгалужуються, проте на сланях є булавоподібні спорофіли довжиною 20 см та шириною 5, що містять спори. Слані тримаються за дно ніжкою з численними коренеподібними ризоїдами.

## Поширення та середовище існування
Поширена на узбережжі північної частини Атлантичного океану (Велика Британія, Ірландія, Нідерланди, Франція, Норвегія, Ґренландія, Аляска, Лабрадор, Массачусетс).

## Практичне використання
Аларія їстівна відома під назвами «крилаті водорості». Слугує традиційною їжею на узбережжі півночі Атлантичного океану. Можна вживати в їжу сирою або готувати.